# Vignevieille
Vignevieille là một xã của Pháp, nằm ở tỉnh Aude trong vùng Occitanie. Người dân địa phương trong tiếng Pháp gọi là Vignevieillais.

## Hành chính
| Danh sách các xã trưởng                |                  |                     |      |         |
| Giai đoạn                              | Giai đoạn        | Tên                 | Đảng | Tư cách |
| tháng 3 năm 2001                       | 2008             | Jacques Lobier      |      |         |
| juin 1995                              | tháng 3 năm 2001 | Jean-Pierre Ouradou |      |         |
| 197X                                   | 198X             | Pierre Castang      |      |         |
| 195X                                   |                  | Sarda               |      |         |
| Tất cả các dữ liệu trước đây không rõ. |                  |                     |      |         |

## Thông tin nhân khẩu
| 1793 | 1800 | 1806 | 1821 | 1831 | 1836 | 1841 | 1846 | 1851 |
| ---- | ---- | ---- | ---- | ---- | ---- | ---- | ---- | ---- |
| 240  | 240  | 300  | 299  | 372  | 306  | 341  | 346  | 312  |

| 1856 | 1861 | 1866 | 1872 | 1876 | 1881 | 1886 | 1891 | 1896 |
| ---- | ---- | ---- | ---- | ---- | ---- | ---- | ---- | ---- |
| 301  | 310  | 282  | 272  | 248  | 221  | 292  | 246  | 242  |

| 1901 | 1906 | 1911 | 1921 | 1926 | 1931 | 1936 | 1946 | 1954 |
| ---- | ---- | ---- | ---- | ---- | ---- | ---- | ---- | ---- |
| 212  | 210  | 204  | 183  | 152  | 158  | 110  | 127  | 120  |

| 1962                                         | 1968 | 1975 | 1982 | 1990 | 1999 | - | - | - |
| -------------------------------------------- | ---- | ---- | ---- | ---- | ---- | - | - | - |
| 92                                           | 112  | 95   | 78   | 75   | 72   | - | - | - |
| Số liệu kể từ 1962 : dân số không tính trùng |      |      |      |      |      |   |   |   |

Graphique de l'évolution de la population 1794-1999